# Olaf Schnürer
Olaf Schnürer (* 21. Juni 1966 in Schwedt/Oder) war ein deutscher Fußballspieler im Bereich des DDR-Fußball-Verbandes (DFV) und des Deutschen Fußball-Bundes (DFB). Im DFV spielte er für die BSG Stahl Eisenhüttenstadt in der obersten Spielklasse, der DDR-Oberliga.

## Fußball-Laufbahn

### FC Vorwärts Frankfurt (Oder)
Zum Aufgebot des FC Vorwärts Frankfurt (Oder), dem Spitzenklub der DDR-Armeesportvereinigung, für die zur Saison 1983/84 wiederbelebte Junioren-Oberliga gehörte auch der damals 17-jährige Verteidiger Olaf Schnürer. Mit seiner Mannschaft gewann er in dieser Saison die DDR-Junioren-Meisterschaft und absolvierte während dieser Zeit eine Ausbildung zum Industriemonteur. Obwohl Schnürer auch noch für die Saison 1984/85 als Juniorenspieler nominiert worden war, bestritt er bereits seine ersten Punktspiele im Männerbereich für die 2. Mannschaft des FC Vorwärts Frankfurt in der zweitklassigen DDR-Liga. Zur Spielzeit 1985/86 wurde er offiziell für die 2. Mannschaft gemeldet. Insgesamt kam er von 1984/85 bis 1987/88 in 82 DDR-Ligaspielen für die 2. Mannschaft zum Einsatz und erzielte dabei vier Tore. Als 1988 die 1. Mannschaft in die DDR-Liga abstieg, musste Vorwärts II in der drittklassigen Bezirksliga Frankfurt spielen. Während Schnürer im Männerbereich des FC Vorwärts Frankfurt spielte, war er Angehöriger der DDR-Volksarmee. Im Oktober 1988 wurde er aus der Armee entlassen, und damit endete auch seine Zugehörigkeit zum FC Vorwärts.

### BSG Stahl Eisenhüttenstadt
Schnürer wechselte innerhalb des DDR-Bezirks Frankfurt zur Betriebssportgemeinschaft (BSG) Stahl Eisenhüttenstadt, deren Fußballmannschaft ebenfalls in der DDR-Liga spielte. Bereits am 6. November 1988 bestritt er sein erstes Punktspiel für Stahlwerker. Vom 15. Spieltag der Saison 1988/89 an hatte er einen Stammplatz in der Mannschaft sicher und spielte von der Rückrunde an durchgehend als Vorstopper. Als Überraschungsaufsteiger spielte Stahl Eisenhüttenstadt in der Saison 1989/90 in der DDR-Oberliga. Der neue Trainer Günter Reinke setzte den 1,79 m großen Schnürer nun im Mittelfeld ein, der, nachdem er noch vor zehn Monaten in der Drittklassigkeit kickte, in der Eliteliga keine Anpassungsschwierigkeiten zeigte und im Laufe der Saison lediglich drei Punktspiele verpasste. Der Aufsteigermannschaft gelang der Klassenerhalt, sodass Schnürer auch 1990/91 Erstligafußball spielen konnte. Nach der politischen Wende von 1989 war dies die letzte Oberligasaison des DDR-Fußball-Verbandes. Neben der Ermittlung des letzten DDR-Fußballmeisters diente sie auch zur Qualifikation für die drei höchsten DFB-Ligen. Die BSG Stahl wandelte sich während der Saison in den Eisenhüttenstädter FC Stahl um, verpasste zwar die Qualifikation für eine der Profiligen, erreichte aber das letzte Endspiel um den DDR-Fußballpokal. Beim 0:1 gegen den DDR-Meister Hansa Rostock wirkte Schnürer als zentraler Mittelfeldspieler mit. Auf dieser Position spielte er auch im Supercupspiel am 31. Juli 1991 gegen den Bundesligisten Werder Bremen mit, das der FC Stahl wiederum mit 0:1 verlor.

### Endstationen
Von der Spielzeit 1991/92 an spielte Schnürer für den FC Stahl in der drittklassigen Amateuroberliga. Trotzdem hatte er noch einmal einen Karrierehöhepunkt. Durch die DDR-Pokalfinalteilnahme hatte sich seine Mannschaft für den Wettbewerb um den Europapokal der Pokalsieger 1991/92 qualifiziert. Der FC Stahl schied allerdings bereits in der 1. Runde gegen den türkischen Vertreter Galatasaray Istanbul mit 1:2 und 0:3 aus. Schnürer war als Mittelfeldakteur in beiden Begegnungen dabei. Nach einem Zwischenspiel bei Energie Cottbus war Schnürer von 1995 bis 2004 beim Frankfurter FC Viktoria in der zu dieser Zeit viertklassigen Oberliga Nordost aktiv. Danach spielte er nur noch in unterklassigen Mannschaft im Bereich des Fußball-Landesverband Brandenburg wie FSV Union Fürstenwalde (2004/05, Verbandsliga) und SV Eintracht Frankfurt (2007/08, Landesklasse). In der Saison 2006/07 kehrte Schnürer noch einmal zum Eisenhüttenstädter FC Stahl zurück, der inzwischen auch nur noch in Verbandsliga spielte. 2009 schloss er sich wieder dem Frankfurter FC Viktoria an, spielte aber als 43-Jähriger nur noch in der 2. Mannschaft, die er 2010 als Trainer übernahm.